# 4 Dywizja Strzelców (PSZ)
4 Dywizja Strzelców (4 DS) – wielka jednostka piechoty Wojska Polskiego na Środkowym Wschodzie.

## Formowanie
W maju 1942, w Palestynie, rozpoczęto organizację 2 Korpusu Strzelców w składzie dwóch dywizji piechoty i brygady czołgów oraz oddziałów korpuśnych. W pierwszej kolejności przystąpiono do formowania 3 Dywizji Strzelców Karpackich. Drugą wielką jednostką w składzie korpusu miała być 4 Dywizja Strzelców, dla której wydzielono kadry. W czerwcu 1942 r. przystąpiono do formowania dywizji w stanie skadrowanym. W czerwcu 1942 przekazano 75 podoficerów i szeregowców z Ośrodka Zapasowego Wojska Polskiego na Środkowym Wschodzie jako personel administracyjno-gospodarczy dla organizowanych oddziałów. 7 sierpnia kadrowa 4 DS wyruszyła z Palestyny do obozu wojskowego w Quizil Ribatu w Iraku, wraz z dowództwem II Korpusu Strzelców Ostatecznie dywizja nie została sformowana. We wrześniu 1942, w ramach reorganizacji Wojska Polskiego na Środkowym Wschodzie w Armię Polską na Wschodzie kadry dywizji zostały zlikwidowane i wcielone głównie w skład 5 Wileńskiej Dywizji Piechoty.

### Organizacja 4 Dywizji Strzelców
- dowództwo dywizji[2]
- sztab dywizji
  - sekcja bezpieczeństwa
  - sekcja informacyjna
- dowództwo artylerii dywizyjnej
- dowództwo saperów
- dowództwo zaopatrzenia i transportu
- 4 Sąd Polowy
- poczta polowa

- Kwatera Główna z kompanią sztabową dywizji
- dowództwo 1 Brygady Strzelców
- dowództwo 2 Brygady Strzelców

Istniały wymienione wyżej w stanie skadrowanym dowództwa z częściową obsadą oficerską i minimalną szeregowych. W kompanii sztabowej dywizji zgromadzono szeregowych głównie do prac administracyjno-gospodarczych, był to jedyny rozwinięty osobowo pododdział dywizji.

## Obsada personalna 4 DS
dowództwo dywizji
- dowódca dywizji - gen. bryg. Gustaw Paszkiewicz
- szef sztabu dywizji - mjr dypl. Tadeusz Kolasiński
- dowódca artylerii - płk art. Michał Gałązka
- szef 4 Sądu Polowego - mjr aud. Władysław Hebrowski